# Papilio dialis
Espèce
Papilio dialis ou Paon chinois est une espèce de lépidoptères (papillons) de la famille des Papilionidae. Cette espèce vit dans l'ouest de la Chine, à Taïwan et dans la péninsule indochinoise.

## Description

### Imago
L'imago mesure entre 9 et 13 cm d'envergure. Il ressemble beaucoup à Papilio bianor mais s'en distingue principalement par la disposition des poils sur l'aile antérieure du mâle. En effet le mâle de Papilio dialis n'a pas de poils entre la première nervure médiane et la nervure sous-médiane de l'aile antérieure, contrairement à Papilio bianor.
Le dimorphisme sexuel est faible. À l'avers les ailes sont noires. Les ailes antérieures sont saupoudrées d'écailles irisées vertes. Les ailes postérieures sont également noires et saupoudrées d'écailles irisées bleues et vertes. Elles portent une série de fines lunules vertes irisées et parfois des lunules roses. Elles ont une ocelle rose marquée d'un point noir dans l'angle tornal et sont prolongées par des queues en forme de spatule (sauf chez la sous-espèce doddsi, également considérée comme une espèce à part entière).
Au revers les ailes antérieures sont brun-gris avec des veines noires. Les ailes postérieures sont noires, constellées d'écailles plus claires de la base jusqu'à la partie submarginale. La partie submarginale porte une série de macules rose.
Le corps est noir, saupoudré d'écailles verte irisée sur le dessus. Il y a quelques macules blanches sur la tête.

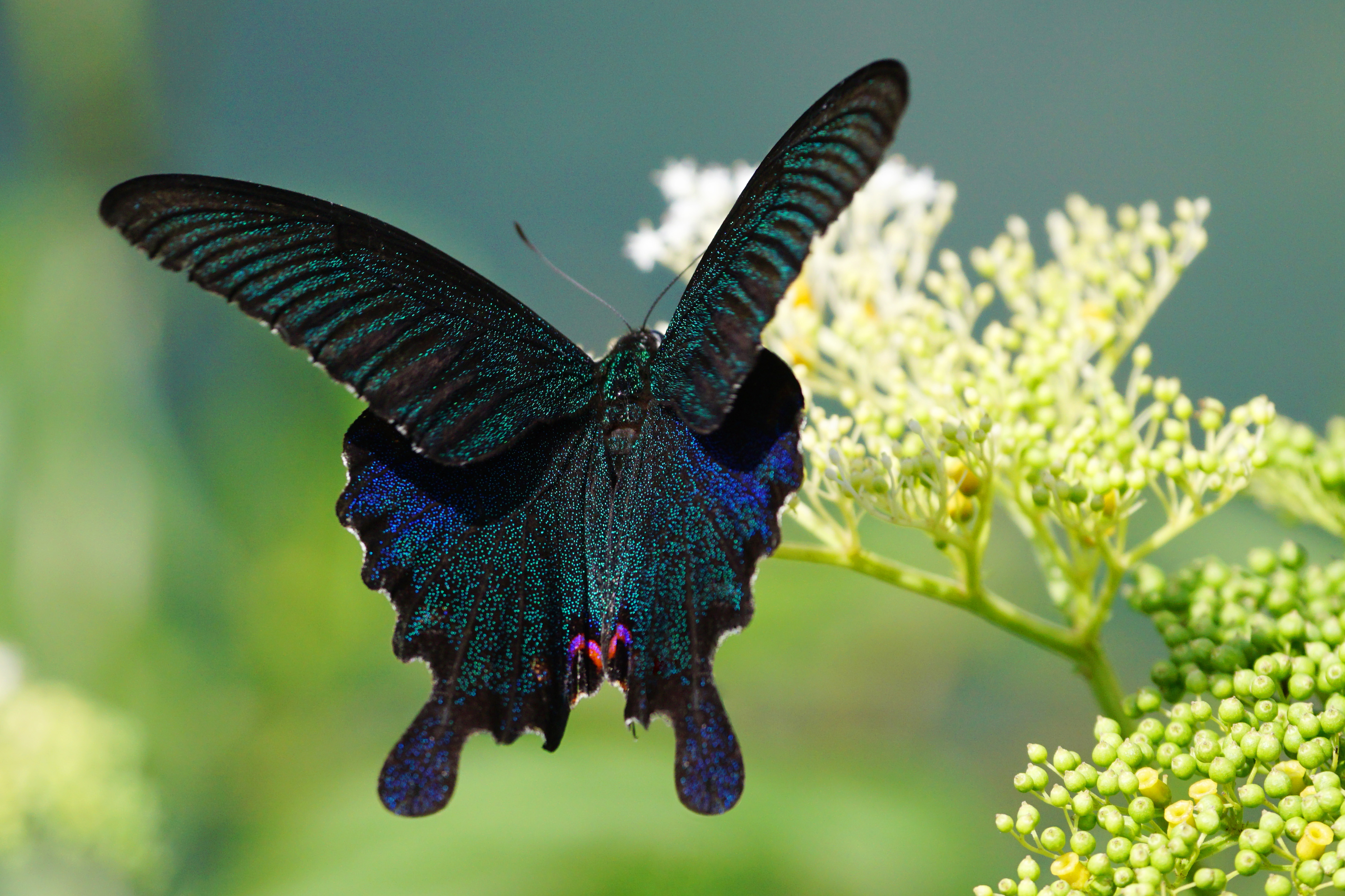
Papilio dialis femelle
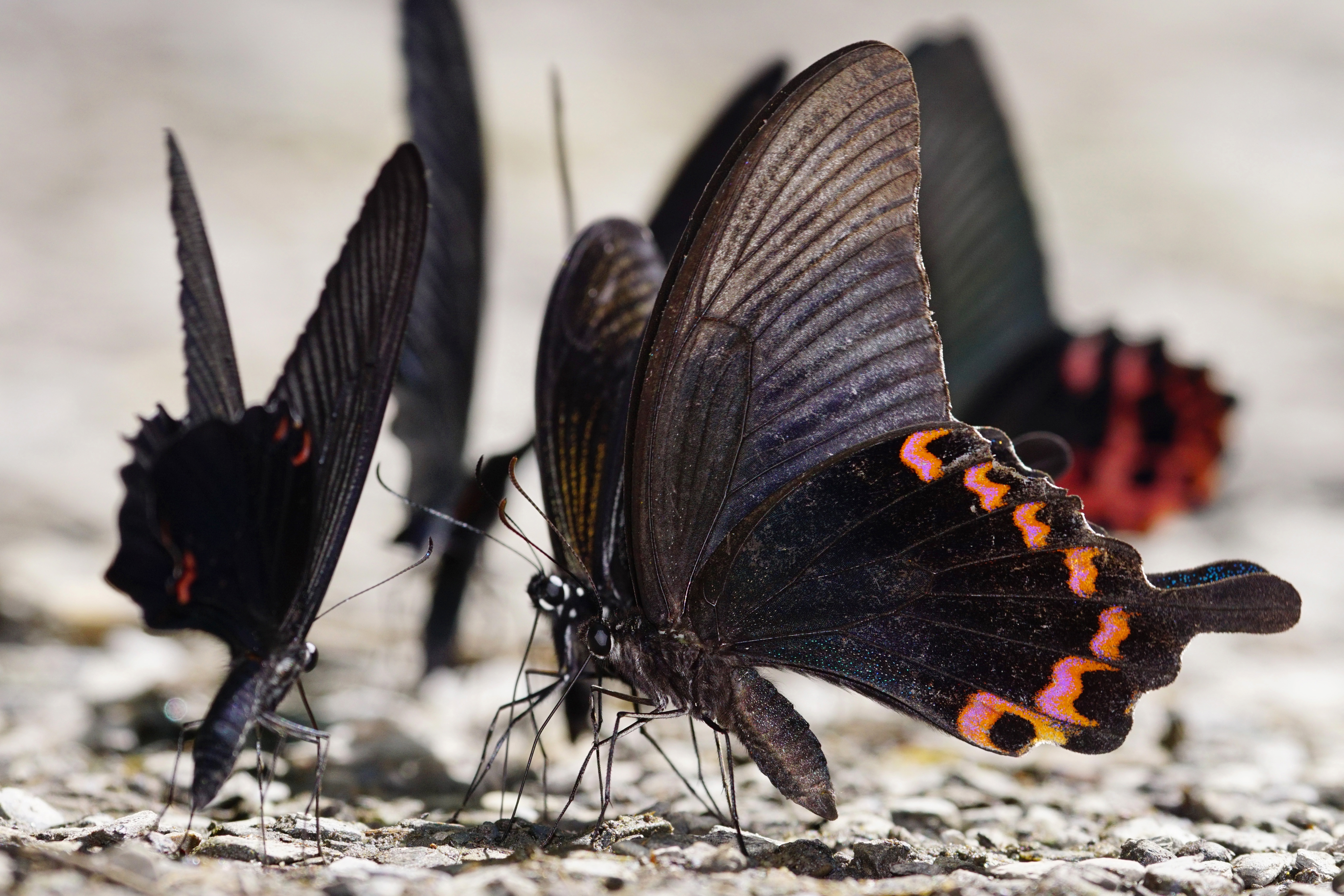
Papilio dialis mâle, ailes repliées
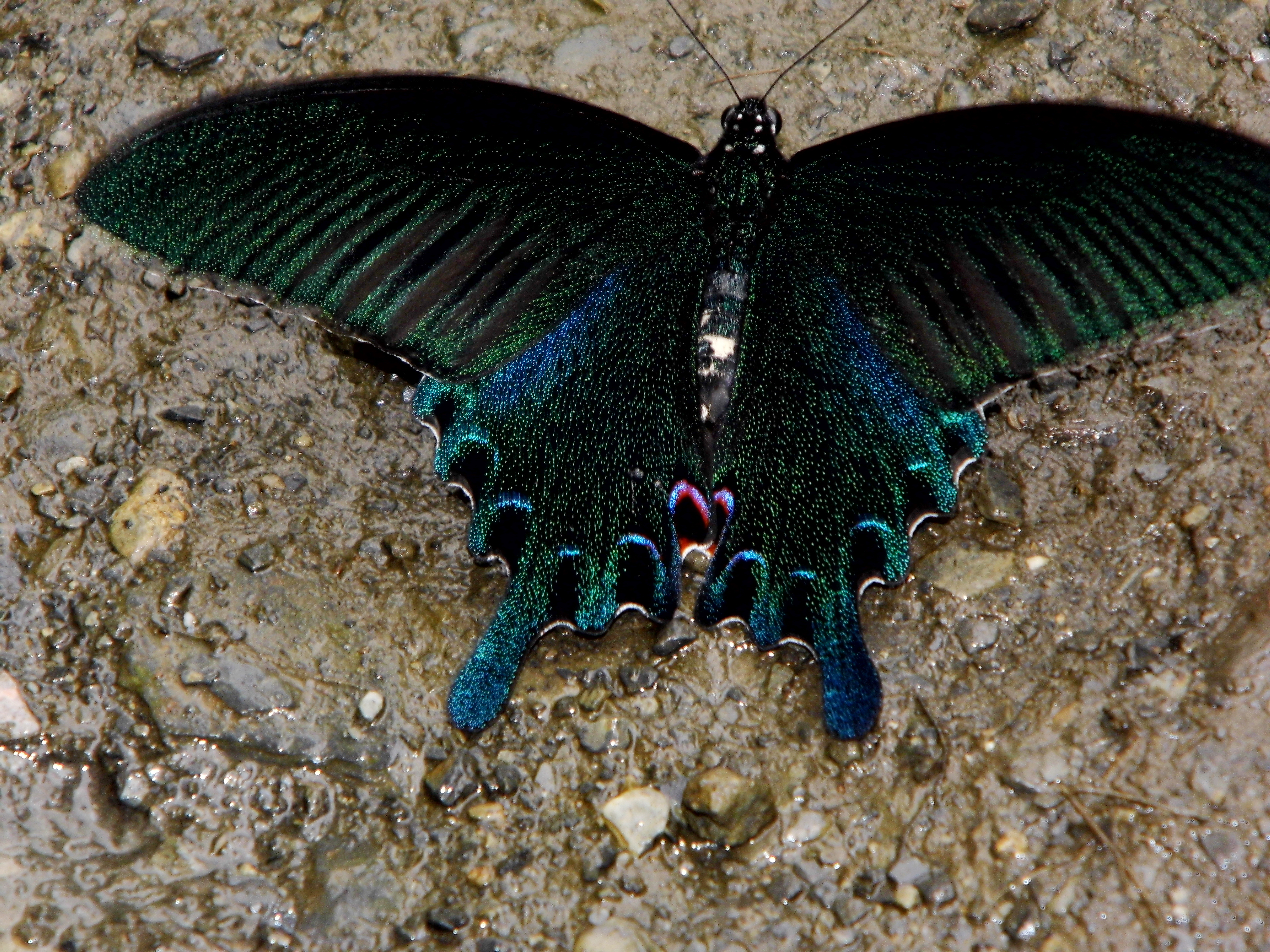
Papilio dialis tetsuta

### Juvénile
La chenille est verte avec des marques blanches. Au dernier stade elle porte une paire d'ocelles orange à l'avant du corps, qui lui permettent d'imiter une tête de serpent.

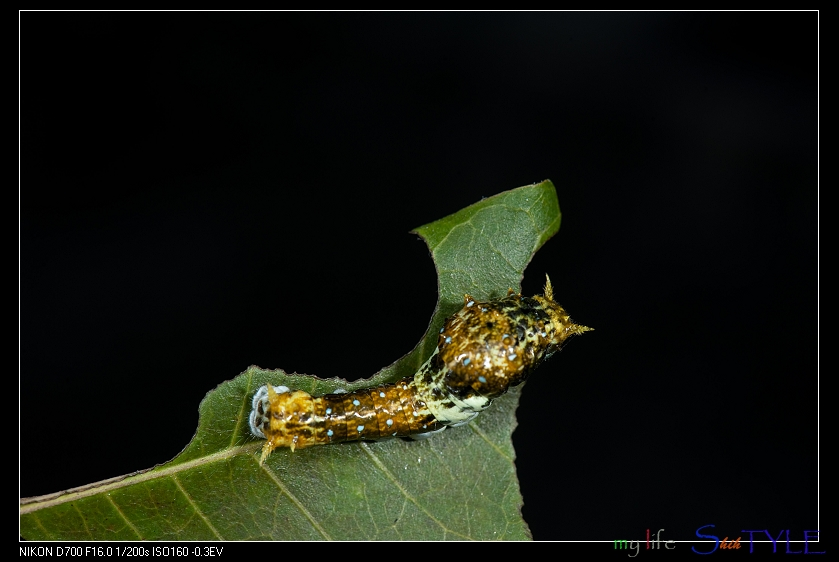
Chenille de Papilio dialis tatsuta

## Écologie
La femelle pond ses œufs sur la plante-hôte. Cette espèce utilise comme plante-hôte Euodia meliifolia, Toddalia asiatica et Rhus verniciflua. Comme toutes les espèces de Papilionides les chenilles possèdent derrière la tête un osmeterium, organe fourchu qu'elles déploient pour faire fuir les prédateurs.

La chenille se nourrit des feuilles de la plante-hôte. À la fin du stade larvaire elle se transforme en une chrysalide maintenue tête en haut par une ceinture de soie. Les adultes se nourrissent du nectar des fleurs.

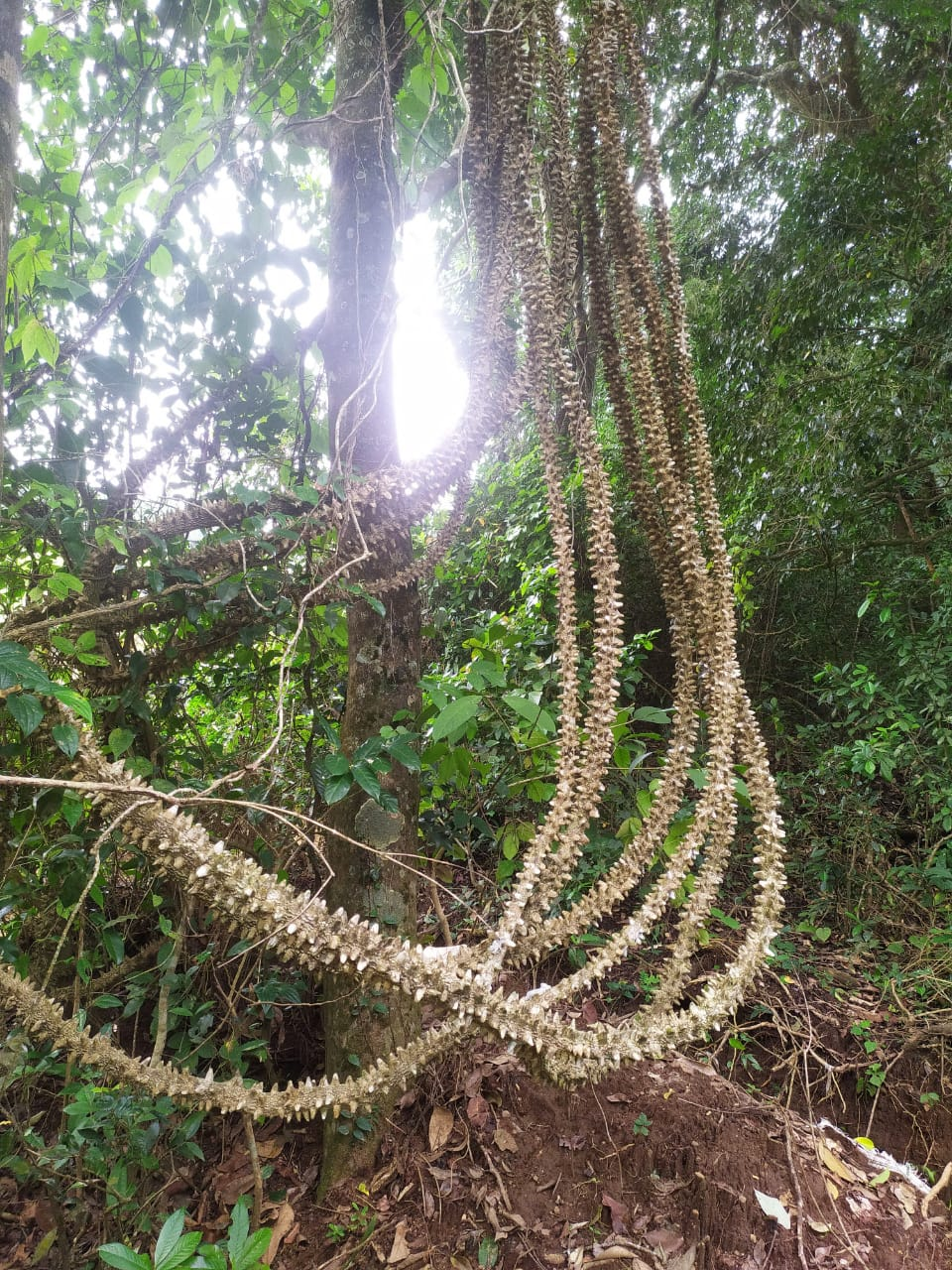
Toddalia asiatica (plante-hôte)
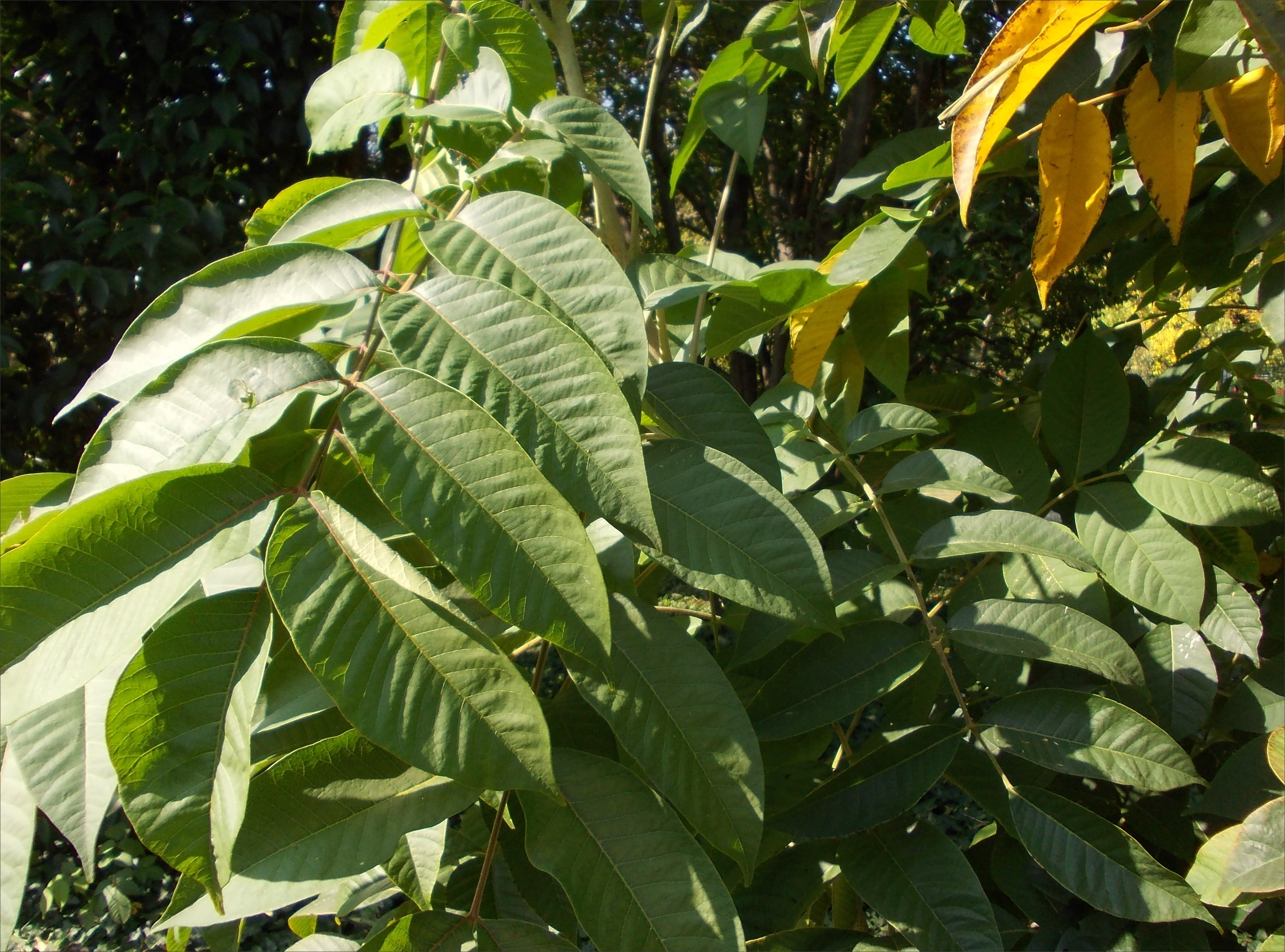
Rhus verniciflua
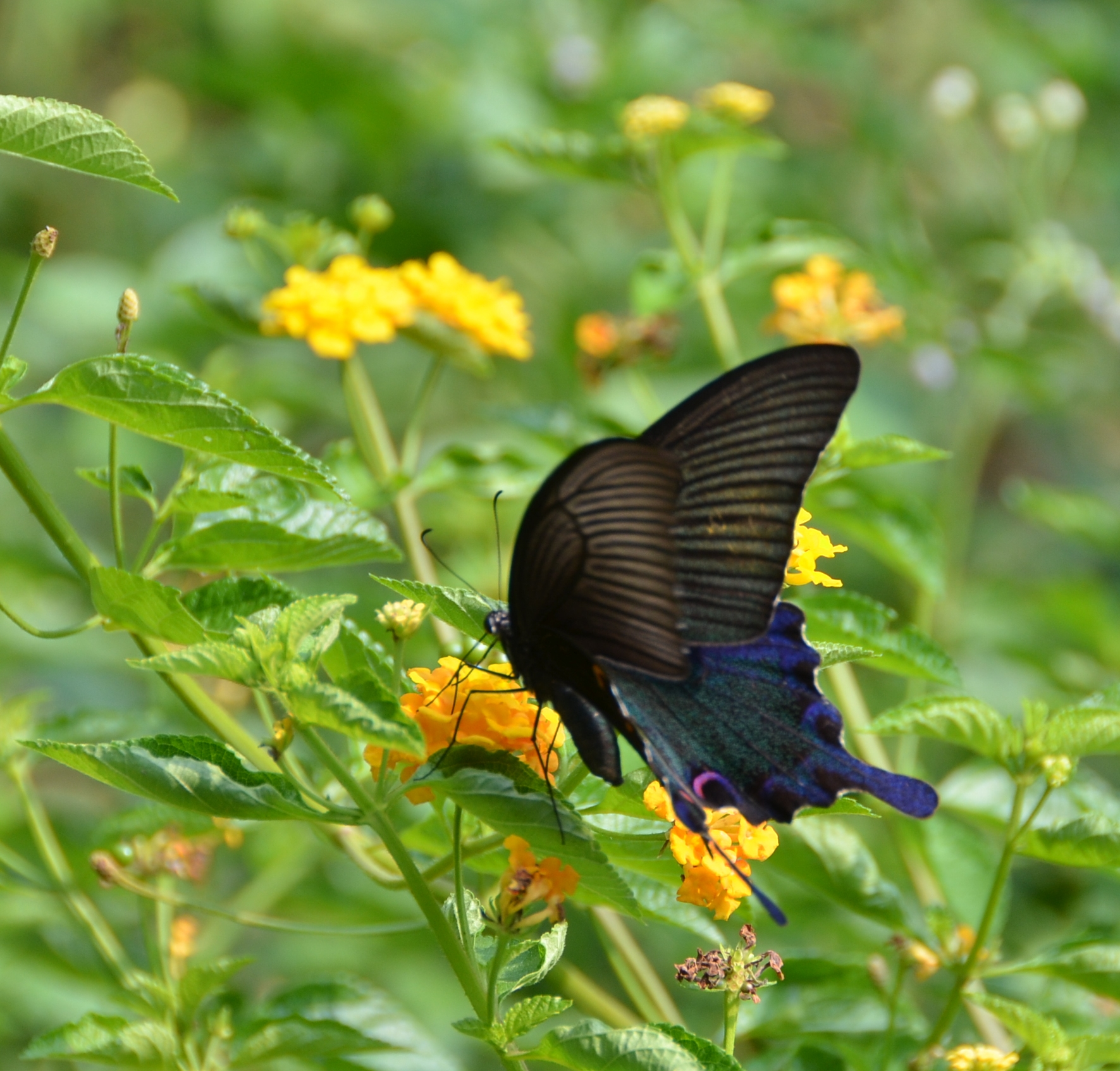
Papilio dialis en train de butiner

## Habitat et répartition
Cette espèce est présente dans le sud de la Chine, y compris Hainan, dans le nord-est de la Birmanie, le nord du Vietnam, au Laos et à Taïwan.

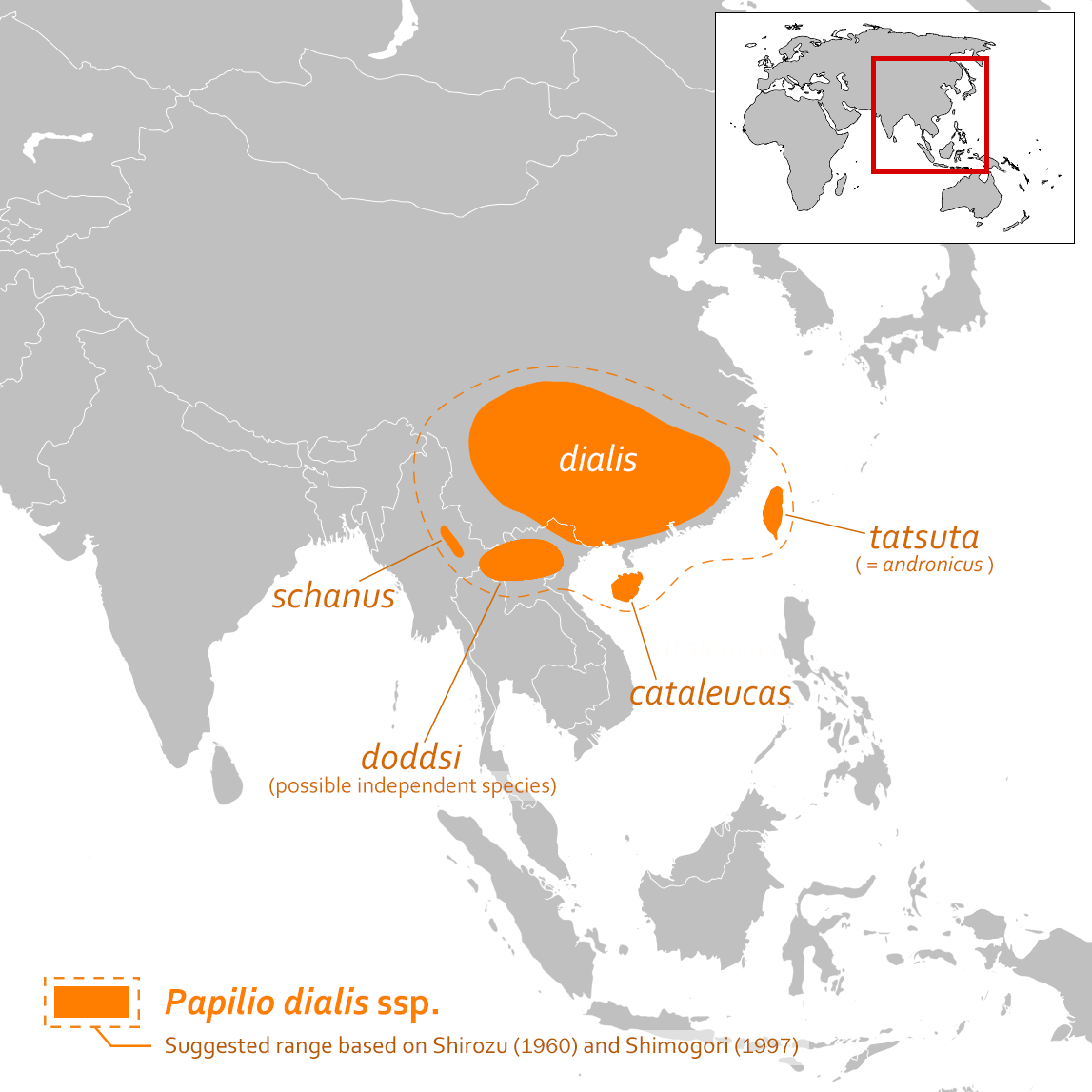
Répartition de Papilio dialis

## Systématique
Papilio dialis a été décrit pour la première fois en 1893 par John Henry Leech dans la revue The Entomologist.

### Sous-espèces[2]
- Papilio dialis dialis : ouest de la Chine
- Papilio dialis cataleucas Rothschild, 1908 : Hainan
- Papilio dialis schanus Jordan, 1909 : Birmanie
- Papilio dialis tatsuta : Taïwan
- Papilio dialis doddsi (parfois considéré comme une espèce à part entière) : Vietnam, Laos

## Papilio dialiset l'Homme

### Nom vernaculaire
Papilio dialis est appelée "Black-crested Spangle" en anglais.

### Menaces et conservation
Cette espèce n'est pas évaluée par l'UICN et son statut actuel est inconnu. En 1985 elle était considérée comme généralement commune et non menacée.